# Neohelota bhutanensis
Neohelota bhutanensis is een keversoort uit de familie Helotidae. De wetenschappelijke naam van de soort is voor het eerst geldig gepubliceerd in 1975 door Chujo.